# 마티네의 끝에서
《마티네의 끝에서》(일본어: マチネの終わりに)는 작가 히라노 게이치히로의 일본 장편 소설이다. 2015년 3월부터 2016년 1월까지 마이니치 신문 모닝 에디션에 연재되었으며 2016년 4월 9일 마이니치 신문 출판사의 서적으로 발매되었다. 영화판은 《가을의 마티네》라는 제목으로 2019년 개봉되었다.

## 영화
《가을의 마티네》(일본어: マチネの終わりに, At the End of the Matinee)는 일본에서 제작된 니시타니 히로시 감독의 2019년 멜로/로맨스 영화이다. 후쿠야마 마사하루 등이 주연으로 출연하였다.

### 출연

#### 주연
- 후쿠야마 마사하루 - 마키노 역
- 이시다 유리코 - 요코 역

#### 조연
- 사쿠라이 유키 - 사나에 역
- 이세야 유스케 - 신도 역
- 키나미 하루카 - 카나데 역
- 후루야 잇코우 - 세이이치 역
- 이타야 유카 - 케이코 역
- 후부키 준 - 노부코 역

### 제작진
- 미술: 발레리 발레로